# Alchornea
Alchornea é um género botânico pertencente à família Euphorbiaceae, que inclui cerca de 70 espécies tropicais, incluindo o pau-óleo e o tamanqueiro.

## Sinonímia
| - Bleekeria Miq. - Bossera Leandri - Caelebogyne (Coelebogyne) J.Sm. - Cladodes Lour. | - Hermesia Humb. & Bonpl. - Lepidoturus Baill. - Schousboea Schumach. & Thonn. - Stipellaria Benth. |

## Espécies
O gênero apresenta as seguintes espécies
| - Alchornea acutifolia - Alchornea adenophila - Alchornea alnifolia - Alchornea anamariae - Alchornea androgyna - Alchornea annamica - Alchornea aquifolium - Alchornea bogotensis - Alchornea borneensis - Alchornea britonii Secco - Alchornea castaneaefolia - Alchornea chiapasana - Alchornea coelophylla - Alchornea cordifolia - Alchornea costaricensis - Alchornea davidi - Alchornea discolor Poepp. - Alchornea floribunda - Alchornea fluviatilis - Alchornea gardneri - Alchornea glabrata - Alchornea glandulosa Poepp.: tamanqueiro - Alchornea grandiflora Müll.Arg. - Alchornea grandis | - Alchornea guatemalensis - Alchornea hilariana - Alchornea hirtella - Alchornea humberti - Alchornea hunanensis - Alchornea integrifolia - Alchornea latifolia Sw. - Alchornea laxiflora - Alchornea liukiuensis - Alchornea megalophylla - Alchornea mildbraedii - Alchornea mollis - Alchornea occidentalis - Alchornea pearcei - Alchornea perrieri - Alchornea petalostyla - Alchornea pubescens Merr. - Alchornea rhodophylla - Alchornea rugosa - Alchornea scandens - Alchornea sicca - Alchornea sidifolia Müll.Arg. - Alchornea tachirensis - Alchornea tiliaefolia - Alchornea trewioides - Alchornea triplinerva - Alchornea triplinervia (Spreng.) Müll.Arg: pau-óleo - Alchornea ulmifolia - Alchornea vanioti - Alchornea villosa - Alchornea websteri Secco - Alchornea yambuyaensis |

## Nome e referências
Alchornea Sw.